# Sechemre-heru-her-maat Anjotef

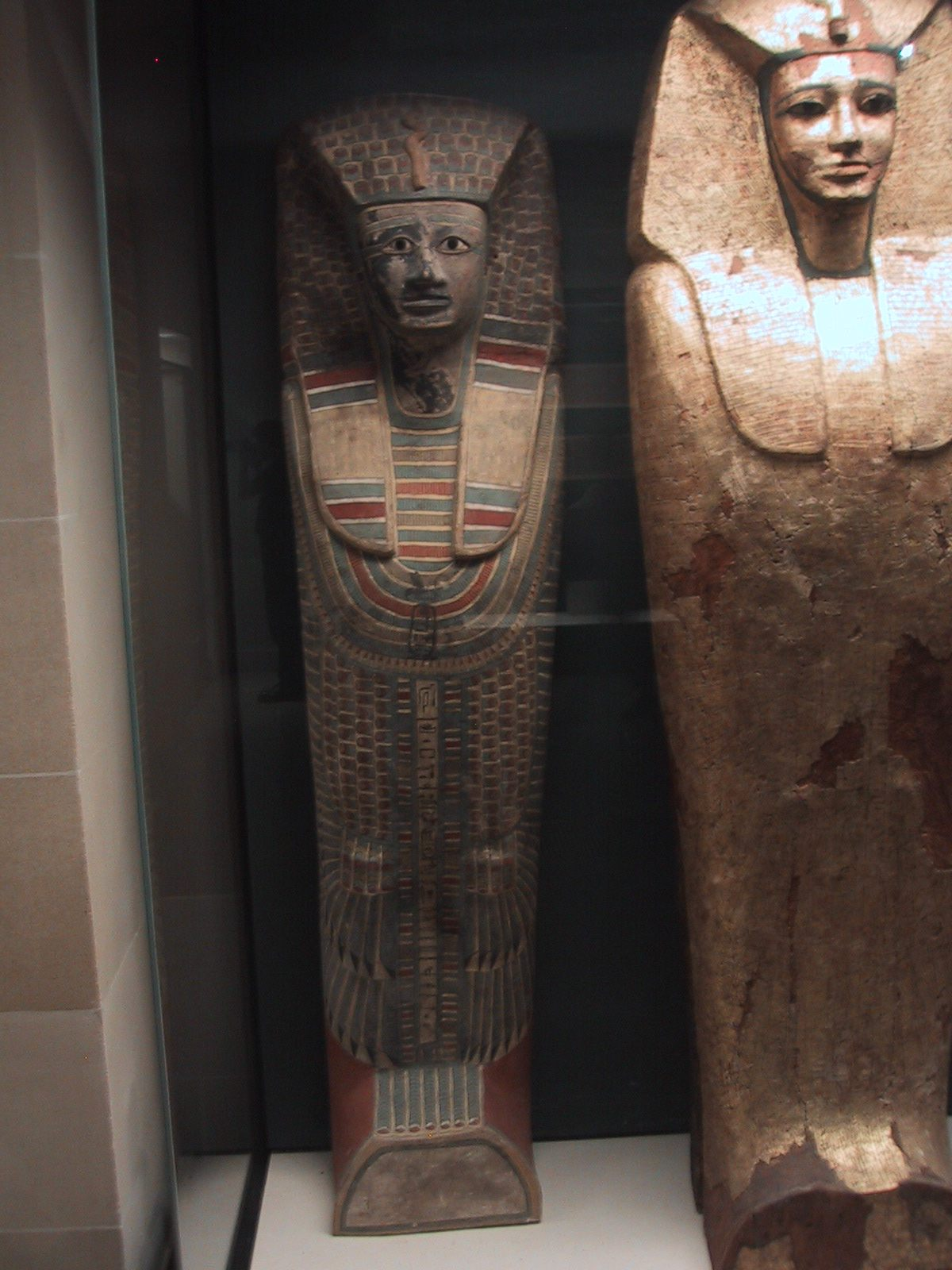
Der Rischi-Sarg des Herrschers

Anjotef VI. (erweiterter Thronname eigentlich geschrieben Sechem-Re-heru-her-Maat-anjotef) war ein altägyptischer König (Pharao) der 17. Dynastie (Zweite Zwischenzeit) und regierte nach Franke um 1560 v. Chr.

## Nummerierung
Die Reihenfolge und Einordnung der Herrscher der Zweiten Zwischenzeit bereitet der Forschung immer noch große Probleme. Ryholt bezeichnet diesen Anjotef als Anjotef VIII. und sieht ihn als Nachfolger von Nubcheperre Anjotef, von Beckerath bezeichnet ihn dagegen als Antef VII. und sieht ihn als Nachfolger von Sechemre-Wepmaat Anjotef, da sich auf dem Sarg des Letzteren eine kurze Inschrift befindet, die besagt, dass der Sarg von einem Anjotef gestiftet wurde. Die Schreibung des Namens mit einem zusätzlichen i-Zeichen wird von von Beckerath als Verschreibung von dem aa-Zeichen angesehen, die sich eben bei Sechemre-heru-her-maat Anjotef findet.

## Belege
Er regierte wahrscheinlich nur kurz und ist bisher mit Sicherheit nur von seinem Sarg bekannt, der sich in Dra Abu el-Naga, in Theben fand. (Jürgen von Beckerath vermutet, dass er ermordet wurde.) Sein bescheidener Rischi-Sarg befindet sich heute im Louvre/Paris, auch dieser wurde in Dra Abu el-Naga gefunden.